# Игараси, Рэй
Рэй Игараси (яп. 五十嵐麗 Игараси Рэй, 9 января, 1963, префектура Токио) — японская сэйю. Работала в компании Office Osawa. Сейчас работает в агентстве Rush Style.
Её настоящее имя Такако Охама (яп. 大濱 貴子 О:хама Такако), и она замужем за сэйю Сё Хаями, работающим в той же компании.

## Роли в аниме
1984 год
- Attacker You! (Мина);

1992 год
- Легенда о Храбром Да-Гарне (Мисудзу Сакамото-Такасуги);

1995 год
- Био-охотник (Мария);

1996 год
- Бронза: Обреченная любовь-2 (Миэко Минамимото);

1998 год
- Летопись войн острова Лодосс [ТВ] (Карла);
- Искусство тени [ТВ] (Фальстис);
- Эксперименты Лэйн (Михо Ивакура);

1999 год
- Eden's Bowy (Энефия);
- Трепещущие воспоминания OVA-1 (Мира Кагами);

2000 год
- A.Li.Ce (SS10X);
- Инуяся [ТВ-1] (Госпожа Сэнтипид);

2002 год
- Данте, властелин демонов (Тамико Уцуги);

2003 год
- Технолайз (Мана Ониси);
- Люпен III: Операция по возврату сокровища (спецвыпуск 15) (Миша);
- Saiyuuki Reload (Кандзэон Босацу);

2004 год
- Портрет малышки Козетты (Дзэнсинни);
- Лиричная волшебница Наноха [ТВ] (Пресия Тестаросса);

2005 год
- Лиричная Волшебница Наноха: Асы (Пресия Тестаросса);

2006 год
- Gundou Musashi (Яся / Урасима);

2007 год
- Яблочное зернышко (фильм второй) (Ника);

2009 год
- Цветущая юность (Лилика);
- Шангри-Ла (Рёко Нарусэ);
- Восточный Эдем [ТВ] (Куроха Дайана Сиратори);
- Восточный Эдем (фильм первый) (Куроха Дайана Сиратори);

2010 год
- Лиричная волшебница Наноха (фильм первый) (Пресия Тестаросса);
- Восточный Эдем (фильм второй) (Куроха Дайана Сиратори);